# Сушица (Великотырновская область)
Сушица (болг. Сушица) — село в Болгарии. Находится в Великотырновской области, входит в общину Стражица. Население составляет 593 человека (2022).

## Политическая ситуация
В местном кметстве Сушица, в состав которого входит Сушица, должность кмета (старосты) исполняет Димитранка Стоянова Калева (Болгарская социалистическая партия (БСП)) по результатам выборов правления кметства.
Кмет (мэр) общины Стражица — Стефан Рачков Стефанов (Национальное движение «Симеон Второй» (НДСВ)) по результатам выборов в правление общины.